# Alas (lud)
Alas – indonezyjska grupa etniczna z północnej części wyspy Sumatra. Ich populacja wynosi 50 tys. osób. Posługują się własnym językiem alas z wielkiej rodziny austronezyjskiej, a także narodowym językiem indonezyjskim. Wyznają islam w odmianie sunnickiej, utrzymują także wierzenia tradycyjne. Uważają się za krewnych Bataków Karo i Gayo, jednakże często odrzucają nazwę Batak.
Zajmuje się uprawą roli (ryż, kukurydza, trzcina cukrowa, bawełna) oraz hodowlą zwierząt. Łowiectwo i rybołówstwo odgrywają rolę pomocniczą. Ich kultura materialna jest zbliżona do kultury Bataków i Gayo.